# Сорокинський тролейбус
Сорóкинський тролéйбус — закрита тролейбусна система в місті Сорокине та Молодогвардійську Луганської області, яка налічувала 3 маршрути та 1 тролейбусне депо. Довжина контактної мережі складала 36,6 км.

## Історія

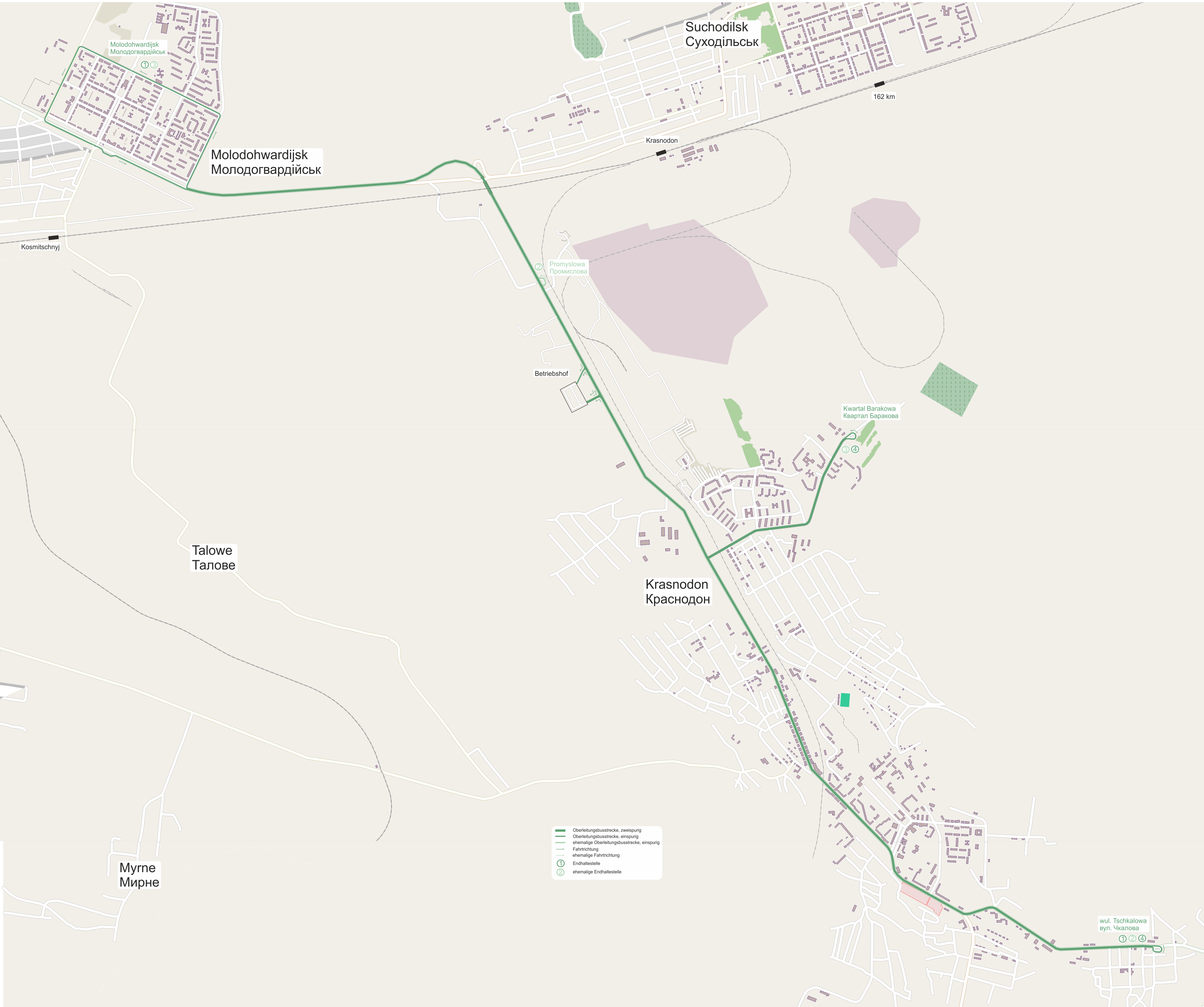
Схема тролейбусних маршрутів

Тролейбусний рух у місті Сорокине розпочався з нагоди 65-річчя заснування СРСР — 30 грудня 1987 року. Тролейбусний рух відкривали 20 машин ЗіУ-682 (№ 01—20).
У 1988 році до міста надійшли ще 10 машин ЗіУ-682 (№ 021—030), а у 1990 році — 2 машини (№ 031, 032), у наступному 1991 році — 2 машини (№ 033, 034). У 1993 році був придбаний тролейбус ЮМЗ Т2 (№ 035).
20 грудня 2014 року надійшов перший тролейбус Дніпро Т103 (№ 001), а друга машина цієї моделі надійшла на підприємство 26 квітня 2015 року (№ 002). На той час тролейбус здійснював щоденно перевезення до 30 тисяч пасажирів. 
Станом на 2005 рік на 10 пасажирів пільгових категорій, лише сплачували за проїзд всього 2 особи.
Функціонувала міжміська лінія Сорокине — Молодогвардійськ: маршрути № 1 та № 4 («Квартал Баракова», Сорокине — Молодогвардійськ). 
Маршрут № 3 використовувся як спецподача маршруту № 1 у «години пік».
Сорокине, станом на 2023 рік, було наразі єдиним містом в Луганській області, де ще діяв електротранспорт, а також єдиним, що отримувало будь-яке поповнення тролейбусів з початку російсько-української війни — два нових тролейбуса Дніпро Т103, що надійшли як допомога від «Метінвесту» на межі 2014—2015 років. Тим не менш, подальша ситуація складна через проблеми з фінансуванням, запчастинами, кадрами тощо.
З 1 червня 2023 року, за  інформацією керівництва комунального тролейбусно-автотранспортне підприємства, через відключення електроенергії на підприємстві, робота міського електричного транспорту за маршрутами № 1 «Славутич — Первомайка» та № 4 «Квартал Баракова — Первомайка» призупинена.
25 вересня 2023 року, в ході обстрілу, пошкоджено тролейбусне депо та рухомий склад, що перебував на його території.

## Рухомий склад
Станом на 1 січня 2018 рік на балансі підприємства перебувало 16 машин, з яких 13 працюють на лінії, 2 — на плановому ремонті, 1 — не працює.
| Перелік рухомого складу | Перелік рухомого складу      | Перелік рухомого складу | Перелік рухомого складу |
| Тип моделі              | Виробник                     | Кількість на 01.01.2018 | Роки експлуатації       |
| ----------------------- | ---------------------------- | ----------------------- | ----------------------- |
| ЗіУ-682                 | / Росія, Завод ім. Урицького | 13                      | з 1987 до 2023          |
| ЮМЗ Т2                  | Україна, Південмаш           | 1                       | з 1993 до 2023          |
| Дніпро Т103             | Україна, Південмаш           | 2                       | з 2014 до 2023          |
|                         | Всього:                      | 16                      |                         |

## Галерея

Сорокинські тролейбуси
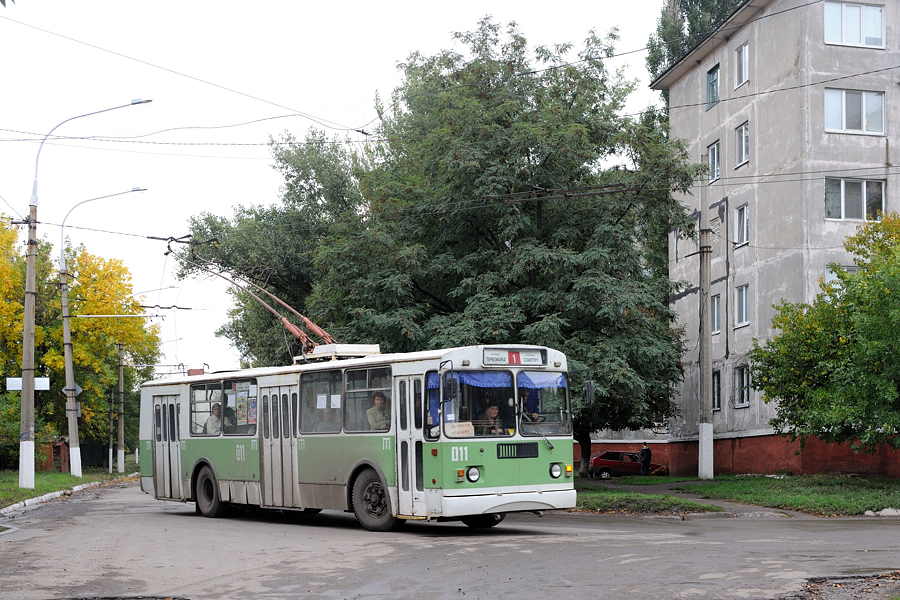
ЗіУ-682 (№ 011) на маршруті № 1
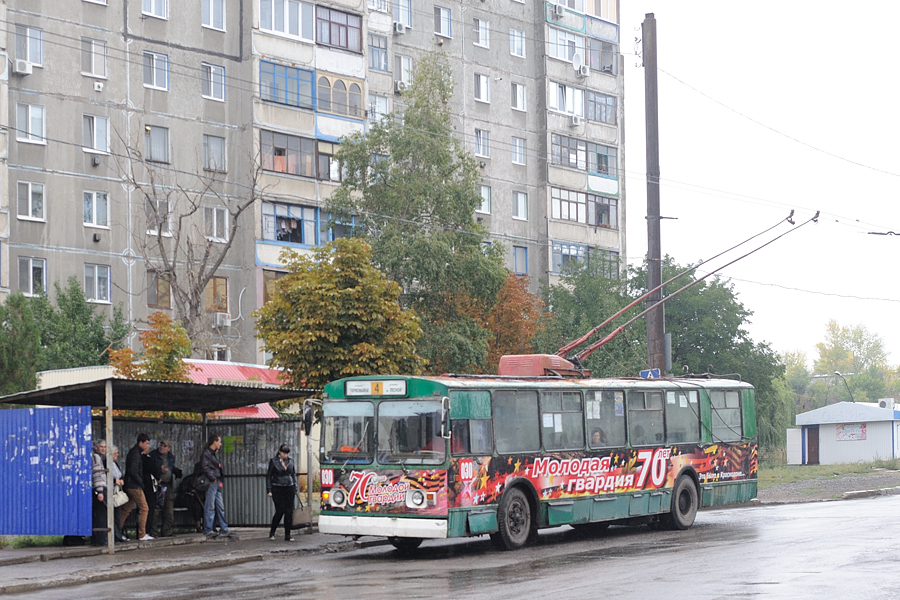
ЗіУ-682 (№ 030) на маршруті № 4
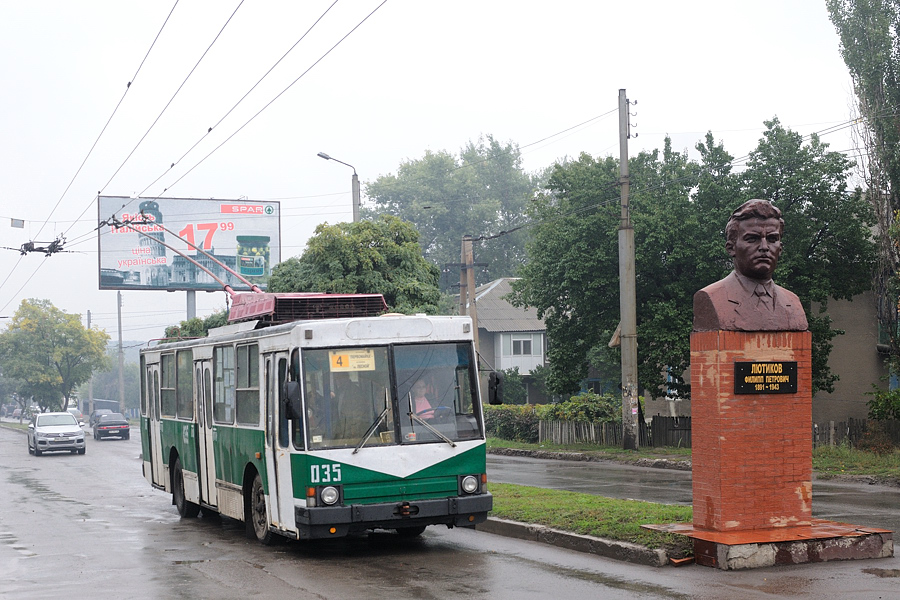
ЮМЗ Т2 (№ 035) на маршруті № 4